# Repton Engineering Works
Die Repton Engineering Works war ein britischer Automobilhersteller, der 1904 in Repton (Derbyshire) ansässig war.
Gebaut wurde ein kleiner, offener Einsitzer mit drei Rädern, zwei vorne und ein einzelnes Hinterrad. Angetrieben wurde der Wagen von einem vorne eingebauten Einzylindermotor, der mit 4 hp angegeben war und über ein Zweiganggetriebe das Hinterrad antrieb.
Der Wagen erreichte eine Höchstgeschwindigkeit von 40 km/h.

## Quelle und Weblink
- Repton bei 3wheelers.com (englisch)